# Цукор

Сахароза: у лівій частині залишок глюкози, у правій — залишок фруктози

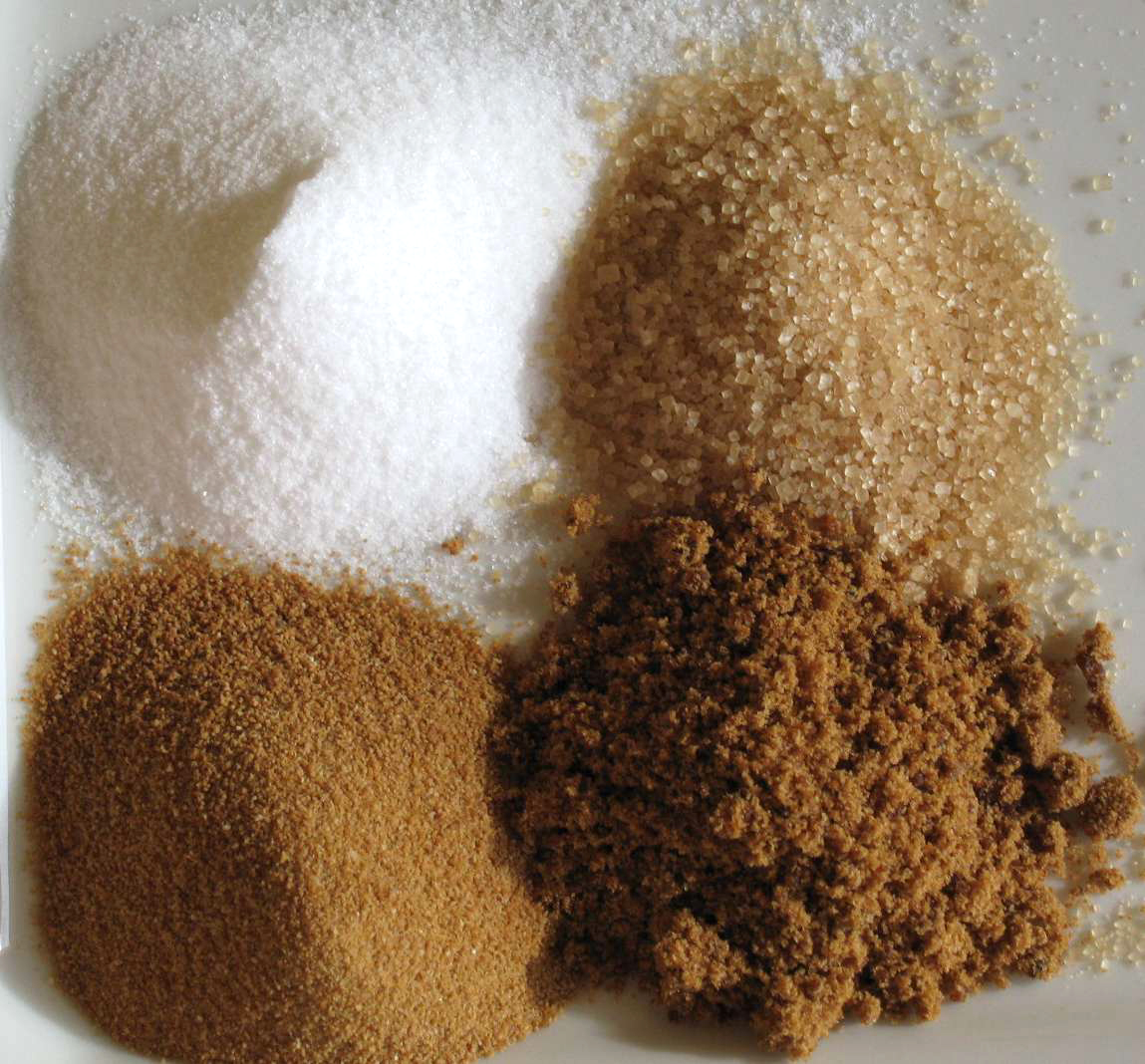
Види цукру за способом отримання (зліва-направо): у першому ряду — рафінований (білий) і нерафінований; у другому ряду — коричневий і тростиновий неочищений

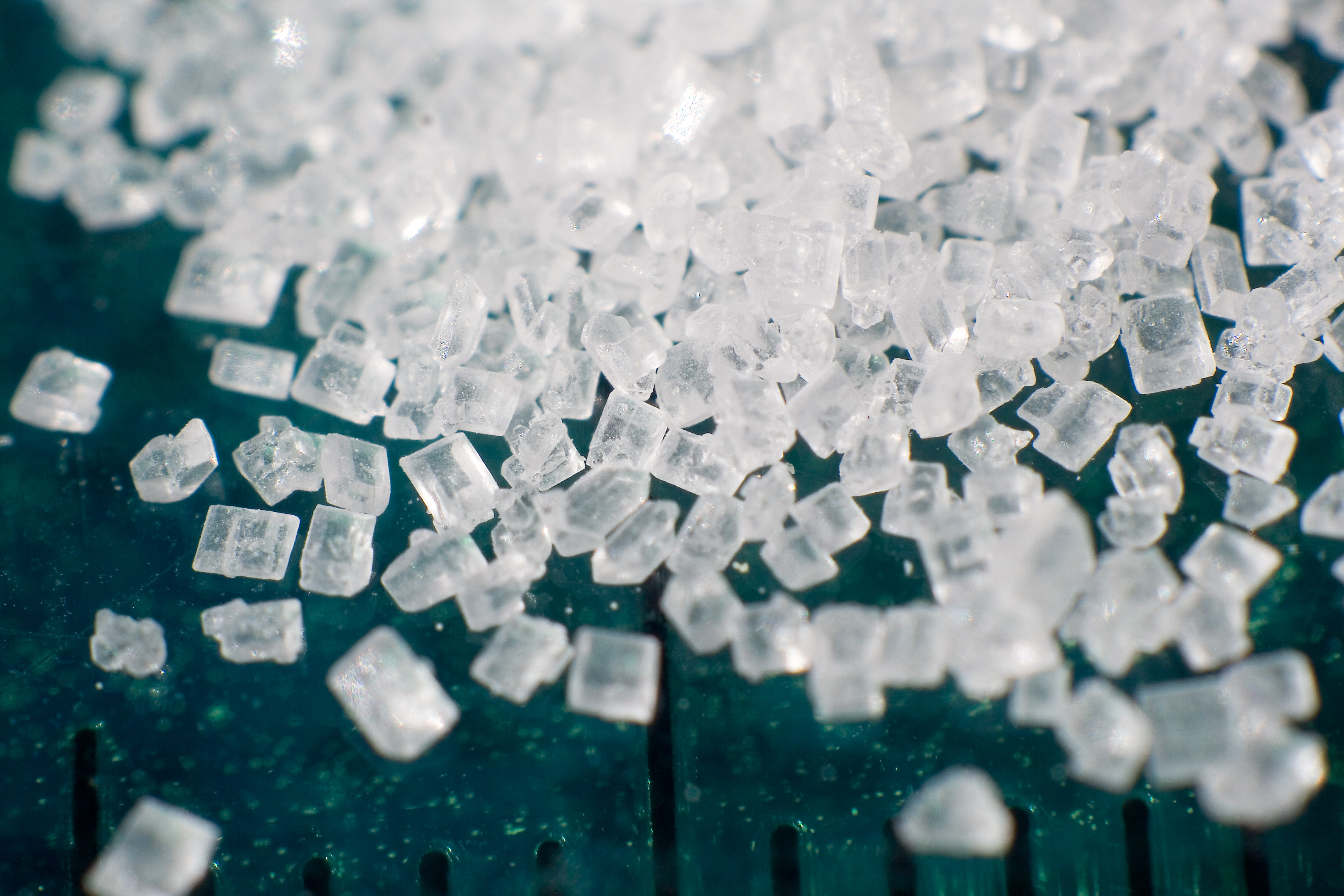
Кристали цукру

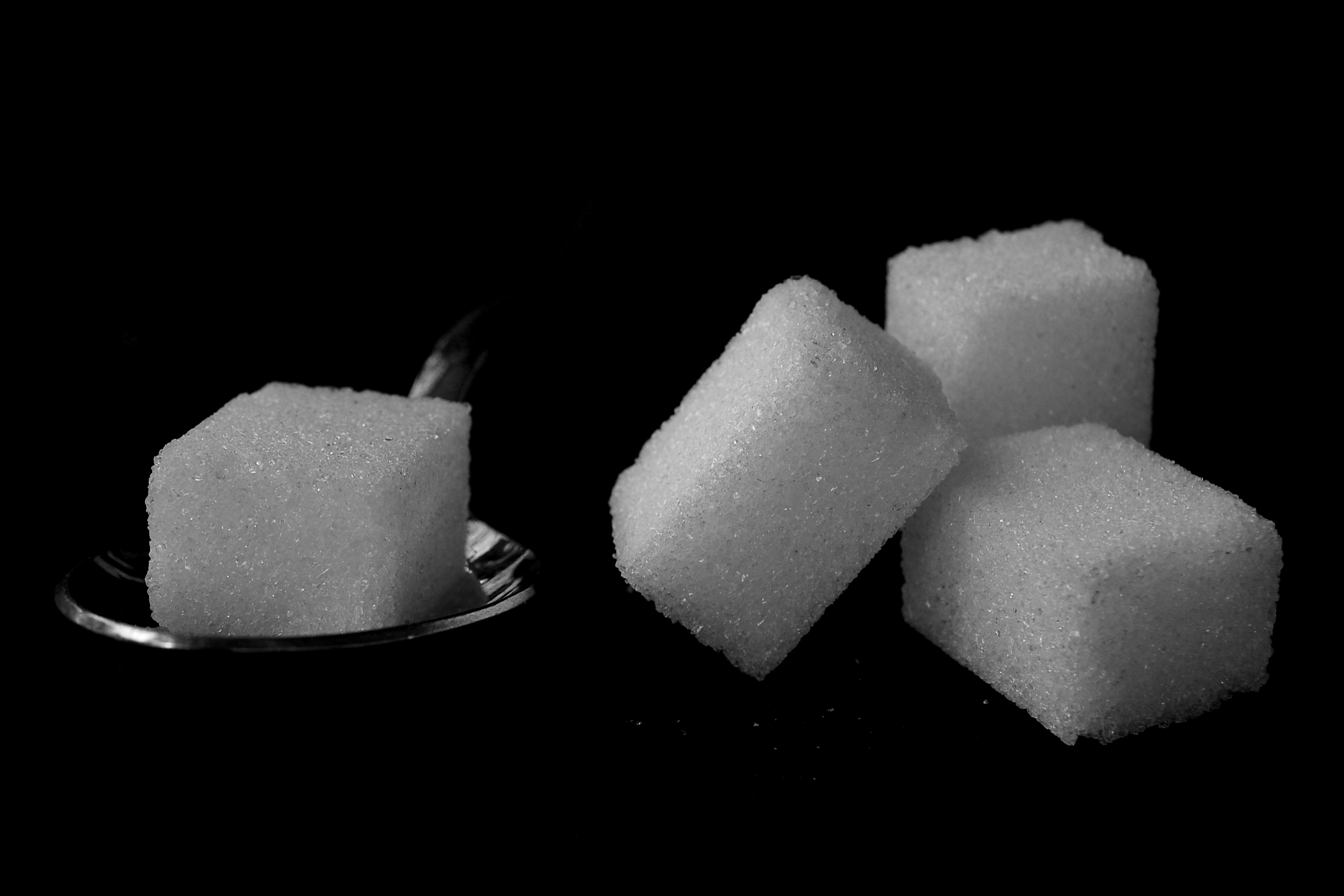
Цукор-рафінад у вигляді пресованих кубиків

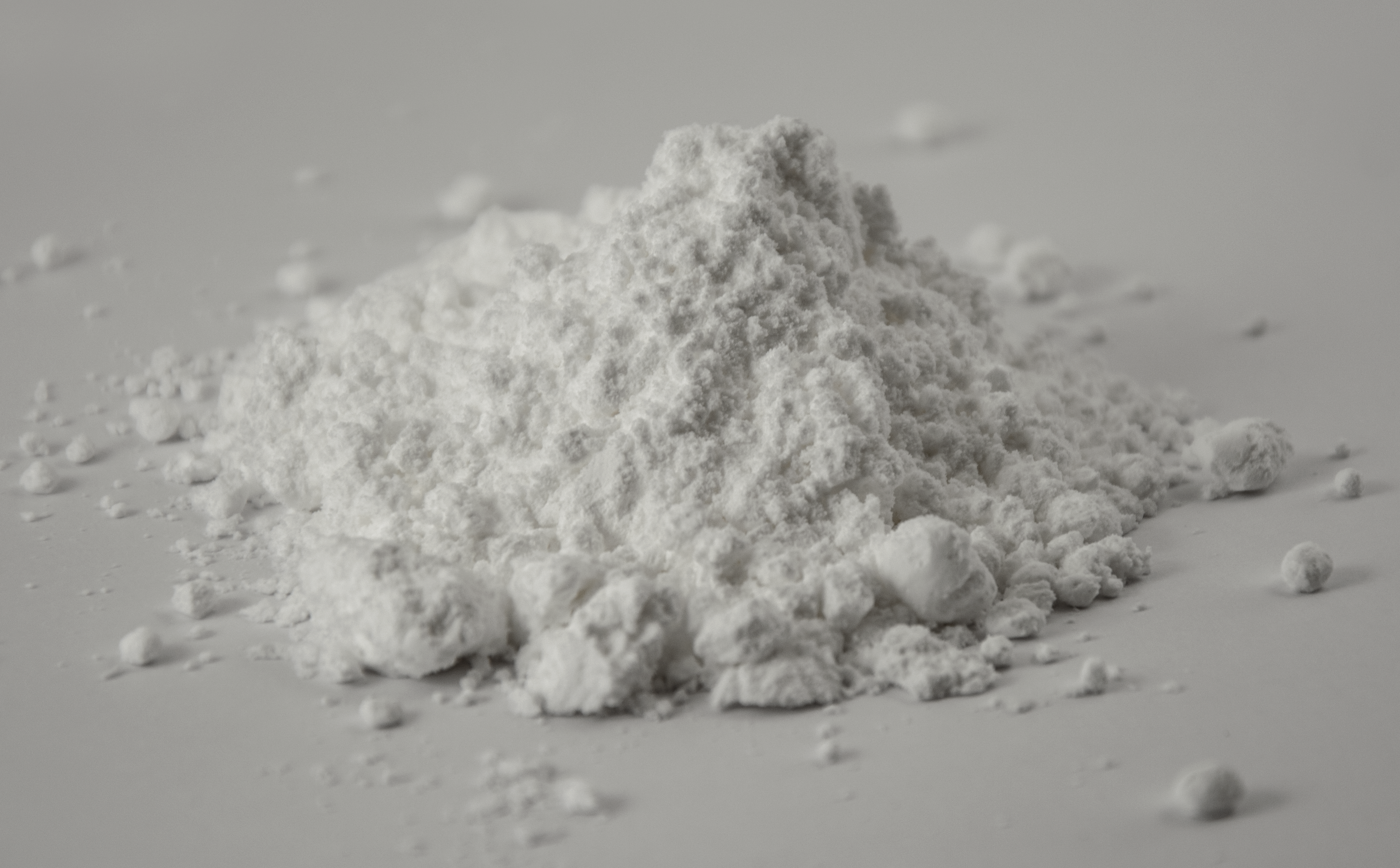
Цукрова пудра

Цу́кор — солодкий на смак харчовий продукт. Це загальна назва групи простих вуглеводів, які використовуються в повсякденному приготуванні їжі. Ця група складається з моносахаридів і дисахаридів та включає:
- моносахариди (прості цукри):
  - глюкоза (виноградний цукор, декстроза);
  - фруктоза (фруктовий цукор);
  - галактоза;
- дисахариди (що складаються із залишків двох моносахаридів):
  - сахароза (цукроза, «звичайний цукор») = фруктоза + глюкоза;
  - мальтоза (солодовий цукор) = глюкоза + глюкоза;
  - лактоза (молочний цукор) = глюкоза + галактоза;
- олігосахариди, молекули яких містять 3—6 залишків моносахаридів (тріози, тетрози, пентози, гексози). Містяться, наприклад, у топінамбурі, цибулі і часнику.

У повсякденній мові слово «цукор» переважно застосовують до сахарози (C12H22O11), яка виробляється промисловим способом з цукрового буряка (31 % світового виробництва), цукрової тростини (69 % світового виробництва) або, значно рідше, з цукрового клена, соку пальми чи сорго. У цукровому буряку вміст сахарози становить від 16 до 20 %, а в цукровій тростині — 14-26 %.

## Форми реалізації
Для використання в приготуванні їжі, сахароза продається в таких варіантах:
- цукор білий — білі зернисті кристали розміром від 0,2 до 0,5 мм;
- кусковий цукор;
- цукрова пудра — порошок, отриманий шляхом подрібнення білого цукру, який використовується, зокрема, для глазурі;
- цукрова вата;
- коричневий цукор — коричневі гранули, часто вологі. Зазвичай отримують шляхом змішування попередньо очищеного гранульованого цукру з патокою;
- цукрові кульки-перлини (Демерара) — великозернистий цукор з розмірами кристалів близько 3 мм;
- цукерки — великі, неправильної форми, коричневого до бурштинового кольору кристали, часто розміром від 2 до 3 см. Продають в основному в музейних магазинах.

До кінця XIX ст. цукор випускався у вигляді цукрових голів — конусів із закругленою вершиною.
Білий цукор, коричневий цукор і цукор-кулька мають аналоги у формі органічних продуктів цукру, як-от: мед (у тому числі штучний), фруктовий сироп тощо, рафінованих та не штучно вибілених продуктів цукру.
Завдяки цінним харчовим, смаковим і фізичним властивостям цукор віднесено до продуктів першої необхідності. Всі інші речовини, які використовуються для підсолоджування, вважаються замінниками цукру — речовинами, які мають близьку до цукру солодкість і виконують в продукті роль наповнювача маси.

## За ДСТУ
За ДСТУ 4623:2006 під поняттям «цукор білий» мається на увазі харчовий продукт, який являє собою очищену і кристалізовану сахарозу у вигляді окремих кристалів (кристалічний цукор) або окремих кусків (пресований цукор), який виробляється промисловим способом з цукрового буряка або цукрової тростини (тростинного цукру-сирцю). Для використання у харчовій галузі сахароза реалізується в таких видах:
- кристалічний цукор (білий цукор) — білі зернисті кристали розміром від 0,2 до 2,5 мм[4];
- сахароза для шампанського — кристали розміром від 1,0 до 2,5 мм[4];
- пресований (кусковий) цукор виробляють у вигляді окремих кусочків різної форми й розмірів і за асортиментом буває: колотий, швидкорозчинний та дорожній[4];
- цукрова пудра — порошок, отриманий шляхом подрібнення кристалічного цукру (гранули розміром не більшим від 0,2 мм)[4] і використовується, зокрема, для глазурі.

Цукор-рафінад (за ДСТУ 2213-93) — додатково очищений (рафінований) цукор у вигляді кусків (кусковий цукор-рафінад), кристалів (рафінований білий цукор і сахароза для шампанського) та подрібнених кристалів (рафінадна пудра), призначений для реалізації в торгівлі, промислового перероблення та інших цілей.
Залежно від способу вироблення цукор-рафінад підрозділяється на:
- пресований;
- рафінований білий цукор;
- рафінадну пудру.

Цукор-рафінад виробляється в такому асортименті:
- пресований колотий насипний у мішках, пачках і коробках;
- пресований швидкорозчинний у пачках, коробках та дрібному фасуванні;
- рафінований білий цукор насипний у мішках, пакетах та дрібному фасуванні;
- сахароза для шампанського;
- рафінадна пудра насипна в мішках і пакетах.

## Етимологія
Українське слово цукор походить через посередництво пол. cukier від нім. Zucker (з німецької також походять біл. цукар, чеськ. cukr, словац. і н.-луж. cukor, в.-луж. cokor). Німецьке слово виводять від італ. zucchero, що сходить через араб. súkkar, перс. shäkär зводиться до дав.-інд. śárkarā, śarkarah («галька, рінь, пісок»; «цукор-пісок»). Слово са́хар походить від грец. σάκχαρ(ον), яке сходить до палі sakkharā (варіанта дав.-інд. śárkarā). Від грецького слова утворені й терміни сахарин, сахароза.

## Історія
Батьківщина цукру — Індія, де його навчилися виготовляти з соку цукрової тростини у I столітті до н. е. Індійською за походженням є й сама назва цукру — від санскритського «саркара» — «пісок», «гравій».
В Європі цукор був відомий ще римлянам. Коричневі цукрові крупинки готували з соку цукрової тростини та ввозили в Європу з Індії. Єгипет, провінція Римської імперії, був посередником в торгівлі з Індією.
Значення цукрових буряків для підготовки цукрового сиропу було відкрито у XVI ст. паном Олів'є де Серра. Методичні розробки використання цукрових буряків для вилучення цукру започатковані в 1747 році.

### Історія українського цукру
Перша згадка в історичних документах про появу в Київській Русі кристалічного цукру, ввезеного «із заморськими товарами», з'явилося в 1273 році, але для населення він ще тривалий час був недоступним продуктом. Ширше цукор почав надходити на ринки Російської імперії починаючи з XVII століття  через порти Чорного та Балтійського морів з різних колоніальних країн.
Введення мита на ввезення цукру змусило руських купців по-новому подивитися на торгівлю цукром. Багато хто з них стали розуміти, що набагато вигідніше налагодити власне виробництво цукру на основі завезеного цукру-сирцю.
Історія цукрової промисловості Російської імперії, до складу якої входили українські землі, бере свій початок з 1719 року, з моменту будівництва перших цукрових заводів у Санкт-Петербурзі та Москві, де цукор виготовляли із завезеного з-за кордону сирцю.
Так на зміну в'яленим і сушеним коренеплодам буряка, брукви, ріпи, які до цього широко застосовувалися для виготовлення солодких сиропів, напоїв і настоянок, прийшов справді «золотий» продукт — цукор. Ціна на нього була неймовірно висока: у 1820 році в Росії вона досягла двох рублів за фунт (409 г), у той час, як корова коштувала 3-5 карбованців.
У 30-х роках XIX століття державна влада цілком підтримувала розвиток буряківництва та цукрової промисловості на родючих українських землях. Прекрасні перспективи, які обіцяло виробництво цукру, викликали справжній промисловий бум. Найпопулярнішою темою, яка з цікавістю обговорювалася на світських заходах, було виробництво цукру. Вельми значущий слід в історії не лише цукрової промисловості, але також України в цілому залишила династія Терещенків.
В Україні споживання цукру з 1925 до 1990 року збільшилось у 200 разів.
З 1 червня 2024 року Кабінет міністрів України зупинив експорт українського цукру до країн ЄС до кінця 2024 року, встановивши квоту на експорт цукру на рівні нуля. Це рішення було ухвалено через досягнення граничного обсягу експорту, передбаченого ЄС, щоб уникнути перевищення квот.

## Види цукру

### Моносахариди
Фруктоза, галактоза та глюкоза — це прості цукри, моносахариди, із загальною формулою C6H12O6. Вони мають п'ять гідроксильних груп (-OH) та карбонільної групи (C = O) і при розчиненні у воді є циклічними. Кожен з них існує у вигляді декількох ізомерів з декстро- та лаєво-ротаторними формами, які змушують поляризоване світло розходитися вправо чи вліво.
- Фруктоза або фруктовий цукор природним чином міститься у фруктах, тростинному цукрі та меді та є найсолодшим із цукрів. Це один із компонентів сахарози або столового цукру. Він використовується як сироп з високим вмістом фруктози, який виготовляється з гідролізованого кукурудзяного крохмалю, який був оброблений для отримання кукурудзяного сиропу, і куди потім додають ферменти для перетворення частини глюкози у фруктозу[16].
- Галактоза зазвичай не зустрічається у вільному стані, але є складовою разом із глюкозою дисахариду лактози або молочного цукру. Він менш солодкий, ніж глюкоза. Це компонент антигенів, виявлених на поверхні еритроцитів, які визначають групи крові[17].
- Глюкоза, декстроза або виноградний цукор природним чином містяться в плодах і рослинних соках і є основними продуктами фотосинтезу. Більшість поглинутих вуглеводів перетворюються в глюкозу під час травлення, і саме форма цукру транспортується навколо тіл тварин у кров. Сироп з глюкозою — це рідка форма глюкози, яка широко використовується у виробництві харчових продуктів. Він може бути виготовлений із крохмалю шляхом ферментативного гідролізу[18].

### Дисахариди
Лактоза, мальтоза та сахароза — це складні цукри, дисахариди, із загальною формулою C12H22O11. Вони утворюються комбінацією двох моносахаридних молекул із виключенням молекули води.
- Лактоза — це природний цукор, який міститься в молоці. Молекула лактози утворюється шляхом поєднання молекули галактози з молекулою глюкози. Він розщеплюється при споживанні його складових частин ферментом лактази під час травлення. Діти мають цей фермент, але деякі дорослі вже не утворюють його, і вони не в змозі перетравити лактозу[19].
- Мальтоза утворюється під час проростання певних зерен. Найбільш помітним є ячмінь, який перетворюється на солод, джерело назви цукру. Молекула мальтози утворюється комбінацією двох молекул глюкози. Він менш солодкий, ніж глюкоза, фруктоза або сахароза[15].  Він утворюється в організмі під час засвоєння крохмалю ферментом амілазою і сам розщеплюється під час травлення ферментом мальтазою[19].
- Сахароза міститься в стеблах цукрової тростини та коренях цукрових буряків. Це також відбувається природним шляхом поряд з фруктозою та глюкозою в інших рослинах, зокрема плодах та деяких коренях, таких як морква. Різні пропорції цукрів, які містяться в цих продуктах, визначають діапазон солодкості, який відчувається при вживанні їх у їжу[15]. Молекула сахарози утворюється поєднанням молекули глюкози з молекулою фруктози. Після їжі сахароза розщеплюється на складові частини під час травлення рядом ферментів, відомих як сукрази.

## Надмірне споживання цукру
| Країна            | 2007/08 | 2008/09 | 2009/10 | 2010/11 | 2011/12 |
| ----------------- | ------- | ------- | ------- | ------- | ------- |
| Бразилія          | 31 600  | 31 850  | 36 400  | 38 350  | 35 750  |
| Індія             | 28 630  | 15 950  | 20 637  | 26 650  | 28 300  |
| Європейський Союз | 15 614  | 14 014  | 16 687  | 15 090  | 16 740  |
| КНР               | 15 898  | 13 317  | 11 429  | 11 199  | 11 840  |
| Таїланд           | 7 820   | 7 200   | 6 930   | 9 663   | 10 170  |
| США               | 7 396   | 6 833   | 7 224   | 7 110   | 7 153   |
| Мексика           | 5 852   | 5 260   | 5 115   | 5 495   | 5 650   |
| Росія             | 3 200   | 3 481   | 3 444   | 2 996   | 4 800   |
| Пакистан          | 4 163   | 3 512   | 3 420   | 3 920   | 4 220   |
| Австралія         | 4 939   | 4 814   | 4 700   | 3 700   | 4 150   |
| Інші країни       | 38 424  | 37 913  | 37 701  | 37 264  | 39 474  |
| Всього            | 163 536 | 144 144 | 153 687 | 161 437 | 168 247 |

Добова потреба у сахарозі становить 30-50 грамів, однак, людина часто перевищує фізіологічні потреби в ній. Загально світова статистика свідчить про те, що середньорічне споживання цукру у розрахунку на одну людину становить 40-50 кг, тобто 100—150 г на добу, що у 3-4 рази перевищує фізіологічну норму.
Довгий час споживання цукру і внутрішньовенне введення концентрованих розчинів глюкози вважалося ефективним засобом при різних захворюваннях серцево-судинної, нервової та травної систем.
В останні роки дослідники схиляються до необхідності обмеження вживання цього продукту. Встановлено, що в похилому віці надмірне споживання цукру сприяє порушенню жирового обміну, призводить до збільшення концентрації холестерину і цукру у крові, вносить дезорганізацію у функції клітин.
На підвищення в крові холестерину впливає характер прийнятих з їжею мікровуглеводів: найактивніша в цьому відношенні лактоза, у порівнянні з сахарозою, яка своєю чергою, більше сприяє гіпер- холестеринемії, ніж глюкоза. Збільшення концентрації цукру в крові, змінюючи проникність стінки артерій, створює сприятливі умови для відкладення в ній ліпідів і підвищує склеювання тромбоцитів.
Дієтологи наполягають на тому, щоб у раціоні людей похилого віку, що особливо мають схильність до ожиріння, кількість цукру не перевищувала 15 % від загальної добової кількості вуглеводів.
Кардіологи стверджують, що в результаті підвищення калорійності харчування внаслідок цукру у людей, які не займаються фізичною працею, створюються умови для надлишкової маси тіла та швидкого розвитку атеросклерозу.
Надмірне споживання цукру та продуктів з доданим цукром може призвести до метаболічного синдрому, ожиріння, діабету, жирової дистрофії печінки та інших патологій.
Справа вся в тому, незасвоєні вуглеводи потрапляють з кишечника в кровотік і подразнюють (а якщо це повторюється часто, то можуть вивести з ладу) інсулярний апарат підшлункової залози.
У нормальних умовах гормон підшлункової залози — інсулін виконує в організмі функції регулятора вуглеводного обміну. Завдяки інсуліну цукор розподіляється в печінці та в м'язах у вигляді глікогену, а частина цукру перетворюється в жир. Потреба організму у вуглеводах в середньому віці становить 400—500 грамів, а в літньому на 100 грамів менше, тобто 300—400 грамів.
Слід враховувати, що вуглеводи — це не лише цукор, а й мед, фрукти, борошняні продукти, крупи. Так звані прості цукри (тростинний, буряковий, виноградний) легкорозчинні у воді й швидко всмоктуються у кров. Для уповільнення переходу цукру з крові в тканини рекомендується замінювати рафіновані вуглеводи (солодощі, кондитерські вироби та інше) крохмалем.
Замість цукру можна використовувати мед або фрукти, які містять як фруктозу, так і глюкозу. У клітинах печінки фруктоза фосфорилюється, а потім розщеплюється на тріози, які або використовуються для синтезу жирних кислот, що може призводити до ожиріння, а також до підвищення рівня тригліцеридів (що, своєю чергою, підвищує ризик атеросклерозу), або використовується для синтезу глікогену (частково також перетворюється на глюкозу в ході глюконеогенезу). Фрукти і ягоди особливо корисні організму завдяки вмісту в них вітамінів, органічних кислот і мінеральних солей. Бджолиний мед також містить вітаміни, органічні кислоти, солі, ферменти, білки й в тій же мірі впливає на організм, але вміст сахарози (до 2 %) і висока калорійність також вимагають обмеження його споживання до 50-60 грамів на день. Слід також зазначити, що мед є алергеном.
Замінники цукру (ксиліт, сорбіт, аспартам, ерітрит), які на смак та виглядом мало відрізняються від харчового цукру, можуть використовуватися при лікуванні ожиріння. Для забезпечення потреби людини у солодощах достатньо в день 40 грамів ксиліту. Проте є дані, що безперервне вживання ксиліту в літньому віці може прискорити протікання атеросклеротичного процесу.

## Небезпека цукру
При стабільному вживанні цукру тривалість життя людини зменшується.[джерело?] Крім цього, цукор впливає на метаболізм, оскільки глюкоза присутня у всіх процесах поживних обмінів. Зловживання цукром може призвести до ожиріння, цукрового діабету, патологій серця і судин, і хвороб печінки.

## Цукор у фармацевтиці та медицині
При виробництві лікарських препаратів застосовують рафінадну цукрову пудру, яка слугує наповнювачем (при виготовленні таблеток, капсул, драже) або коригентом смаку (при виготовленні ліків для хворих на цукровий діабет використовують інвертний цукор), у медицині цукор — антидот (при отруєнні ціанистим калієм). Цукор пресований використовують при виробництві жувальних таблеток методом прямого пресування. Цукор є корисним компонентом у виробництві сиропів (у педіатрії).
У косметології використовують шугаринг — спосіб епіляції за допомогою густої цукрової пасти. Пасту розподіляють по ділянці шкіри та видаляють разом з волоссям.

## Коричневий цукор

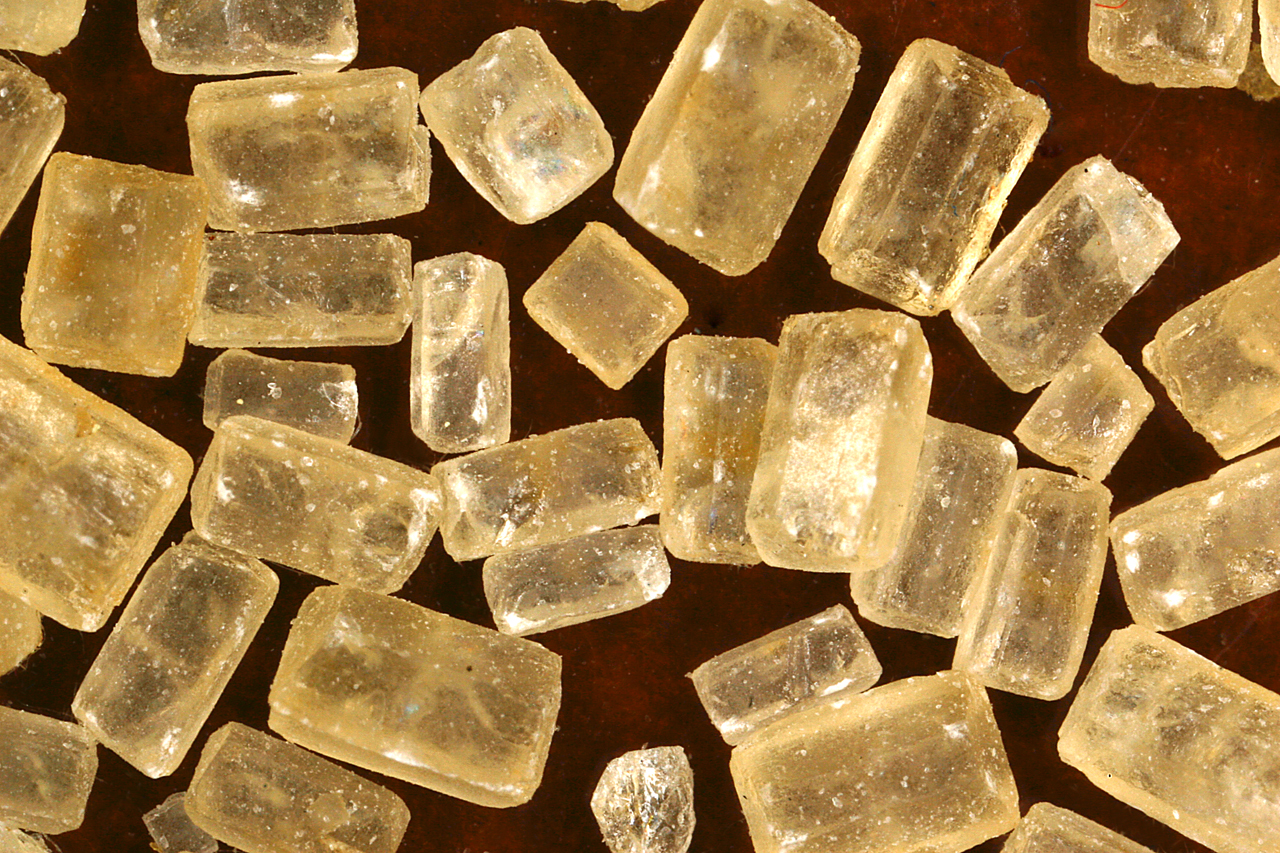
Коричневий цукор

Коричневий цукор — класично, це тростинний нерафінований цукор.
Коричневий цукор складається з кристалів цукру, що покритий тростинною мелясою з природним ароматом і кольором. Він виготовляється шляхом виварювання цукрового сиропу за спеціальною технологією. Існує велика кількість видів коричневого цукру, які відрізняються між собою в основному кількістю патоки меляси. Темний тростинний цукор має інтенсивніший колір і сильніший аромат патоки, ніж світлий. Виробниками коричневий цукор позиціонується як елітний екологічно чистий делікатесний продукт, у той час як дієтологи відзначають, що неочищений цукор може містити небажані домішки та має велику калорійність.

## Ціна цукру на світових ринках
Станом на 26 березня 2010 року:
- ціна на білий цукор на Лондонській біржі склала 482,6 дол. США за тонну;
- ціна на цукор-сирець на Нью-Йоркській біржі склала 375,9 дол. США за тонну[30].

Станом на 29 січня 2021 року:
- ціна на білий цукор на Лондонській біржі склала 456,1 дол. США за тонну.

## Цікаві факти
- Так званий «ячмінний цукор» (лат. Saccharum Hordei) готують зовсім не з ячменю, а зі звичайного цукру шляхом його карамелізації. Назва пояснюється тим, що для його приготування колись могли використовувати ячмінний відвар[31][32].
- Листя парагвайського чагарнику стевія більш ніж у 300 разів солодше за цукор, а листя мексиканської цукрової трави — у 1000 разів. Червоні ягоди рослини «Тоуматокус даннелій» з африканської савани солодші за цукор у 2000 разів, а червоні ягоди «Діоскорефіллюм куммінісіі» з лісів Нігерії та інших західноафриканських країн — у 3000 разів. У Західній Африці росте й найсолодша рослина — чагарник «кетемф», що містить речовину тоуматин, що перевершує за солодкістю цукор в 100000 разів.
- Цукор-рафінад у формі кубиків був винайдений у 1843 році в Чехії. Винахідник — швейцарець Яків Крістоф Рад[de] був керівником цукрового заводу у місті Дачице[33]. На місці, де знаходився цукровий завод, зараз встановлено пам'ятник — білосніжний куб, що символізує цукор-рафінад[34].
- Досліди на пацюках показали, що вживання цукру викликає залежність, при цьому «зміни в мозку, що викликаються цукром, дуже схожі на ті, що виникають під дією кокаїну, морфію чи нікотину»[35].
- Підпалити шматочок цукру вдасться, якщо насипати на місце підпалу трохи попелу, наприклад, тютюнового, оскільки останній містить солі літію, що каталізують горіння сахарози.
- Цукор рафінад (кубик 1 см) повністю розчиняється в склянці з водою температурою 60 °C протягом 11…24 с без перемішування води. Випробування цукру-рафінаду на міцність та розчинність проводять відповідно до ДСТУ 4623-2006[36], історично: ДСТУ 1993[37] та 1967 р[38]
- Білий цукор фасується в пакети масою 900 г, 1 кг, мішки 2,5; 5, 10, 50 кг.